# Los Angeles Raiders 1993
La stagione 1993 dei Los Angeles Raiders è stata la 24ª della franchigia nella National Football League, la 34ª complessiva e la dodicesima di tredici a Los Angeles. La squadra acquisì il quarterback Jeff Hostetler dai Giants per guidare l'attacco mentre Marcus Allen, leader di tutti i tempi della franchigia per yard corse in carriera, dopo anni di incomprensioni col proprietario Al Davis fu lasciato libero di firmare con i Kansas City Chiefs.

## Scelte nel Draft 1993
Nel 1993 i Raiders ebbero un draft produttivo che diede loro sette futuri titolari.
| Scelte dei Raiders nel Draft 1993 |                  |           |       |                 |
| Giro                              | Scelta           | Giocatore | Ruolo | College         |
| 1                                 | Patrick Bates    | 12        | DB    | Texas A&M       |
| 3                                 | Billy Joe Hobert | 58        | QB    | Washington      |
| 3                                 | James Trapp      | 72        | DB    | Clemson         |
| 5                                 | Olanda Truitt    | 125       | WR    | Mississippi St. |
| 7                                 | Greg Biekert     | 181       | LB    | Colorado        |
| 8                                 | Greg Robinson    | 208       | RB    | La-Monroe       |

## Calendario
| Stagione regolare |                       |                    |
| Turno             | Avversario            | Risultato          |
| 1                 | Minnesota Vikings     | V 24–7             |
| 2                 | at Seattle Seahawks   | V 17–13            |
| 3                 | Cleveland Browns      | S 19–16            |
| 4                 | Settimana di pausa    | Settimana di pausa |
| 5                 | at Kansas City Chiefs | S 24–9             |
| 6                 | New York Jets         | V 24–20            |
| 7                 | at Denver Broncos     | V 23–20            |
| 8                 | Settimana di pausa    | Settimana di pausa |
| 9                 | San Diego Chargers    | S 30–23            |
| 10                | at Chicago Bears      | V 16–14            |
| 11                | Kansas City Chiefs    | S 31–20            |
| 12                | at San Diego Chargers | V 12–7             |
| 13                | at Cincinnati Bengals | S 16–10            |
| 14                | at Buffalo Bills      | V 25–24            |
| 15                | Seattle Seahawks      | V 27–23            |
| 16                | Tampa Bay Buccaneers  | V 27–20            |
| 17                | at Green Bay Packers  | S 28–0             |
| 18                | Denver Broncos        | V 33–30            |

## Classifiche
| AFC West Division       |    |    |   |      |     |     |     |
|                         | V  | S  | P | %    | PF  | PS  | STR |
| (3) Kansas City Chiefs  | 11 | 5  | 0 | .688 | 328 | 291 | V1  |
| (4) Los Angeles Raiders | 10 | 6  | 0 | .625 | 306 | 326 | V1  |
| (5) Denver Broncos      | 9  | 7  | 0 | .563 | 373 | 284 | S2  |
| San Diego Chargers      | 8  | 8  | 0 | .500 | 322 | 290 | V2  |
| Seattle Seahawks        | 6  | 10 | 0 | .375 | 280 | 314 | S1  |

## Leader della squadra
- Passaggi: Jeff Hostetler, 3.242 yard & 14 touchdown
- Corse: Greg Robinson, 591 yard
- Ricezioni: Tim Brown, 80 ricezioni per 1.180 yard
- Punti segnati: Jeff Jaeger, 132 punti
- Sack: Anthony Smith, 12,5
- Placcaggi: Winston Moss, 102
- Intercetti: Terry McDaniel, 5